# Dr. Steffens seltsamster Fall
Dr. Steffens seltsamster Fall ist ein deutscher Stummfilmkrimi aus dem Jahre 1919 von Toni Attenberger mit Fritz Greiner in einer Doppelrolle.

## Handlung
Joe Triming ist ein ungehobelter und roher Klotz. Der Ingenieur behandelt seine Gattin Hanni ziemlich schlecht. Er hat ein Auge auf ihre Schwester Kitty geworfen, die aber standhaft bleibt, weil sie ihrer Schwester nicht den Mann ausspannen möchte. Triming versucht alles, kommt aber nicht weiter. Und so hat er die verbrecherische Idee, seinen eigenen Bruder Jonas zu ermorden, um in dessen Rolle zu schlüpfen, in der Hoffnung, jetzt bei Kitty landen zu können. Tatsächlich kann er sie erobern, und beide heiraten. Die „falsche Witwe“ Hanni schöpft jedoch Verdacht und ahnt, dass hinter Jonas noch immer ihr Gatte Joe stecken müsse. Sie bittet den bekannten Detektiv Dr. Steffens um Mithilfe, der bald dem schurkischen Bruder auf die Schliche kommt. Von Steffens ertappt und gestellt, entzieht sich der Mörder Joe seiner gerechten Strafe durch Selbstmord.

## Produktionsnotizen
Dr. Steffens seltsamster Fall entstand 1919 in den Emelka-Studios in München-Geiselgasteig und wurde wohl zum Jahresende 1919, in der zensurlosen Zeit, uraufgeführt. Zensuriert wurde der Film in München erst am 12. Januar 1921 und daraufhin mit Jugendverbot belegt. Der Vierakter besaß eine Länge von 1482 Metern Länge.
Die Filmbauten entwarf Carl Ludwig Kirmse, Fritz Klotzsch war Aufnahmeleiter bzw. Regieassistent.

## Kritik
Paimann’s Filmlisten resümierte: „Stoff spannend. Spiel, Photos und Szenerie sehr gut.“